# Fredric Neuman
Pour les articles homonymes, voir Neuman.
Fredric Neuman, né le 1er août 1934 à New York, dans l'État de New York, aux États-Unis, est un écrivain et un psychiatre américain, auteur de roman policier et de littérature d'enfance et de jeunesse.

## Biographie
Il fait des études de philosophie à l'université de Princeton, puis de médecine à l'université de New York, où il se spécialise en psychiatrie. Il exerce au Saint Vincent's Catholic Medical Center (en) et au Albert Einstein College of Medicine. Il est nommé directeur associé du White Plains Hospital (en).
En 1978, il publie son premier roman, C'est du délire (The Seclusion Room). Selon Claude Mesplède et Jean-Jacques Schleret, « captivante, par son atmosphère originale, l'histoire de C'est du délire se déroule dans un hôpital psychiatrique. Une ambiance un peu folle où l'on ne sait qui des patients ou de ceux qui les soignent sont les plus atteints ».

## Œuvre

### Romans
- The Seclusion Room (1978) Publié en français sous le titre C'est du délire, Paris, Éditions Gallimard, coll. « Série noire » no 1942 (1983)  (ISBN 2-07-048942-6)
- Maneuvers (1983)
- Come One, Come All (2011)
- Superpowers (2011)

### littérature d'enfance et de jeunesse
- Detroit Tom and His Gang (2011)

### Autres ouvrages
- Caring : Home Treatment for the Emotionally Disturbed (1982)
- Fighting Fear (1986)
- Worried Sick? (2008)

## Sources
: document utilisé comme source pour la rédaction de cet article.
Claude Mesplède et Jean-Jacques Schleret, Les Auteurs de la Série noire p. 353, Joseph K. (1996)  (ISBN 9-782-91068611-6)